# آتشفشان آلوچین
آتشفشان آلوچین (انگلیسی: Aluchin) یک کوه آتشفشانی در ناحیه خودگردان چوکوتکای کشور روسیه است.